# Einstein-Problem (Geometrie)

Ausschnitt einer Parkettierung mit der sogenannten Spectre-Kachel, welche im Mai 2023 erstmals vorgestellt wurde. Spectre bedeutet im Englischen Gespenst.

Das Einstein-Problem ist ein mathematisches Problem aus der Diskreten Geometrie. Dabei ist eine geometrische Form gesucht, die man in gedrehten, verschobenen oder gespiegelten Kopien ohne Überlappung aneinanderfügen kann, so dass die gesamte Ebene lückenlos damit bedeckt (parkettiert) ist. Zusätzlich soll diese Form die Eigenschaft haben, dass damit keine Parkettierung mit periodisch wiederkehrendem Muster – wie auf einer Tapete – erzeugbar ist. Das Problem galt jahrzehntelang als ungelöst; 2023 wurden erstmals zwei Lösungen gefunden. Der Name des Problems ist eine humoristische Anspielung auf Albert Einstein und besagt, dass nur eine Form („ein Stein“) die Ebene in der eben beschriebenen Art parkettieren soll.

## Details des Problems
Mathematisch formuliert, geht es beim Einstein-Problem darum, ob eine einzelne Kachel (Protokachel) existiert, welche die euklidische Ebene ohne zusätzliche Regeln, die beim Zusammenfügen einzuhalten wären, parkettieren kann, aber ausschließlich auf nichtperiodische Weise. Eine Protokachel mit dieser Eigenschaft bezeichnet man als „aperiodisch“. „Periodisch“ wäre in diesem Sinn eine Parkettierung, die sich analog zu einem Tapetenmuster (gemäß einer kristallographischen Gruppe) wiederholt, das heißt, die in zwei verschiedenen (genauer: linear unabhängigen) Richtungen geradlinig verschoben werden kann derart, dass die gesamte Struktur dabei auf sich selbst abgebildet wird (Translationssymmetrie). Bei einer nichtperiodischen Parkettierung gibt es keine zwei unabhängigen Translationssymmetrien.
David Smith, Joseph Samuel Myers, Craig S. Kaplan und Chaim Goodman-Strauss konnten im März und Mai 2023 erstmals solche Protokacheln und die dazu nötigen Beweise vorlegen. Diese benötigen in Teilen Computer-Unterstützung.
(2024 wurde diese Entdeckung auch in einer Fachzeitschrift veröffentlicht.)
Während die im März 2023 vorgestellte Kachel für eine Parkettierung auch gespiegelt verwendet werden muss, löst die im Mai präsentierte Kachel das Problem sogar unter der schärferen Anforderung, dass nur ebene Drehungen und Verschiebungen zulässig sind.
Für eine aperiodische Monokachel hat sich im Englischen der deutsche Begriff „Einstein“ etabliert. Dieses Wortspiel mit den Wörtern „ein“ und „Stein“, stellvertretend für „eine (einzelne) Kachel“, wird dem deutschen Mathematiker Ludwig Danzer zugeschrieben; ein tatsächlicher Zusammenhang zur Forschung Einsteins besteht nicht.
Das Problem kann auch als natürliche Erweiterung des zweiten Teils von Hilberts achtzehntem Problem angesehen werden, in dem nach einem einzelnen Polyeder gefragt wird, das den dreidimensionalen euklidischen Raum lückenlos füllt, aber keine Raumfüllung durch dieses Polyeder isohedral ist. Solche anisohedralen Polyeder wurden erstmals 1928 von Karl Reinhardt vorgestellt. 1932 fand Heinrich Heesch eine solche Lösung auch für die Ebene.
Für die Entdeckung der sogenannten Quasikristalle, die 2011 zu einem Nobelpreis in Chemie führte, war es wesentlich, dass man bereits in den 1970er-Jahren wichtige Ergebnisse zu aperiodischen Protokacheln gefunden hatte (Näheres dazu im folgenden Abschnitt.)

## Lösungen und frühere Lösungsansätze

Ausschnitt einer Parkettierung mit der Hut-Kachel, vorgestellt im März 2023. Die blauen Kacheln haben alle die gleiche Form, die gelben sind dazu spiegelbildlich.

Die dreidimensionale Schmitt-Conway-Danzer-Kachel.

Gummelts dekorierte zehneckige Protokachel (links) mit Zerlegung in Penrose-Kacheln (Drachen und Pfeil) durch gestrichelte Linien und mögliche Überlappungen (rechts).

Die unzusammenhängende Socolar-Taylor-Kachel löst das Einstein-Problem nur mit Einschränkungen, galt aber bis 2023 als erste gute Approximation einer aperiodischen Monokachel.

2023 wurden in kurzem Abstand zwei Lösungen des Einstein-Problems von Smith et al. vorgeschlagen. Vorher war es unklar, wie eine solche aussehen könnte. Die bis dahin besten Approximationen für das Problem benötigten entweder zusätzliche Parkettierungsregeln wie Dekorationen, waren unzusammenhängend, oder es mussten Überlappungen bzw. Lücken im Parkett in Kauf genommen werden. Die von Smith et al. gefundenen Lösungen sind dagegen zusammenhängend, lückenlos und kommen ohne zusätzliche Parkettierungsregeln aus. Um die Ebene lückenlos mit Kopien der Hut-Kachel zu parkettieren, müssen auch unendlich viele gespiegelte (umgedrehte) Kacheln verwendet werden. Gleichzeitig impliziert der Ansatz die Existenz einer Familie von etwas anders geformten Monokacheln mit gleichen Eigenschaften. In dem unter „Weblinks“ angegebenen ersten Artikel von M. Bischoff wird dies durch eine Animation visualisiert. Aus eben diesem Ansatz weiterer Formen gewannen die Autoren um David Smith ihre zweite Lösung des Einstein-Problems, ein unregelmäßiges nichtkonvexes 14-seitiges Polygon, aus dem man durch Kantenmodifizierung die sogen. Spectre-Kachel erhält.
Bis März 2023 war das bekannteste Beispiel für aperiodische Protokacheln in der Ebene die sogenannte Penrose-Parkettierung (1974), welche allerdings einen Satz aus zwei verschiedenen Protokacheln benötigt. Ab Mitte der 1970er Jahre begann also die Suche nach der aperiodischen Monokachel, die fast 50 Jahre andauerte.
1988 entdeckte Peter Schmitt ein Polyeder zur nichtperiodischen lückenlosen Parkettierung des dreidimensionalen euklidischen Raums. Während keine dieser Raumfüllungen eine Parallelverschiebung als Symmetrie zulässt, weisen jedoch einige eine Schiefsymmetrie auf, die als eine Kombination aus einer Parallelverschiebung und einer Rotation über ein irrationales Vielfaches der Kreiszahl {\displaystyle \pi } (Pi) verstanden werden kann, sodass keine Anzahl von wiederholten Operationen jemals eine reine Parallelverschiebung ergibt. Diese Konstruktion wurde später von John Horton Conway und Ludwig Danzer zu einem konvexen aperiodischen Raumfüller, der Schmitt-Conway-Danzer-Kachel, erweitert (siehe Abbildung). Das Vorhandensein der Schiefsymmetrie führte zu einer Neubewertung der Anforderungen an die Nichtperiodizität. Chaim Goodman-Strauss schlug vor, eine Kachelung als stark aperiodisch zu bezeichnen, wenn sie keine unendliche zyklische Gruppe euklidischer Transformationen als Symmetrien zulässt, und nur Kachelsätze, die eine starke Aperiodizität erzwingen, als stark aperiodisch zu bezeichnen, während andere Sätze als schwach aperiodisch zu bezeichnen sind.
1996 konstruierte Petra Gummelt eine dekorierte zehneckige Protokachel und zeigte, dass diese die Ebene zwingend nichtperiodisch parkettieren kann, wenn zwei Arten von Überlappungen zwischen Kachelpaaren zugelassen werden (siehe Abbildung). Wegen der unzulässigen Überlappungsregeln löst die Gummelt-Kachel das Problem nicht.
Ein weiterer Lösungsansatz aus dem Jahr 2010 stammt von Joshua Socolar und Joan Taylor. Die Parkettierung der euklidischen Ebene mit der Socolar-Taylor-Kachel erfordert Zusammenfügungsregeln, welche die relative Ausrichtung von zwei Kacheln einschränken und auf gezeichnete Dekorationen der Kacheln verweisen. Diese Regeln gelten für Paare nicht benachbarter Kacheln. Alternativ kann eine nicht dekorierte, jedoch unzusammenhängende Kachel ohne Zusammenfügungsregeln erstellt werden (siehe Abbildung). Diese Variante der Socolar-Taylor-Kachel ist aus verschiedenen Protokacheln in fester Anordnung zusammengesetzt (insgesamt 19) und ist damit nach Definition keine abgeschlossene topologische Scheibe mehr. Diese Konstruktion kann wiederum auf ein raumfüllendes, zusammenhängendes Polyeder ohne Zusammenfügungsregeln erweitert werden. Die damit möglichen Raumfüllungen sind allerdings in einer Richtung periodisch, weshalb die dreidimensionale Socolar-Taylor-Kachel nur schwach aperiodisch ist.

## Trivia
Ein Wettbewerb des National Museum of Mathematics (MoMath) in New York Ende 2023 erbrachte sehr kreative Anwendungsmöglichkeiten der Hut-Kachelform.